# Podnoszenie ciężarów na Letnich Igrzyskach Olimpijskich 2024
Podnoszenie ciężarów na igrzyskach olimpijskich w Paryżu było rozgrywane między 7 a 11 sierpnia 2024 roku, na terenie hali Paris Expo Porte de Versailles. Rywalizacja odbywała się w 10 kategoriach wagowych (5 męskich i 5 żeńskich), a nie w 14 jak na igrzyskach w Tokio. 

## Kwalifikacje
W każdej kategorii wagowej wystartował 12 zawodników (ogółem 120). Każdy z krajów mógł wystawić maksymalnie 3 zawodników w każdej z kategorii wagowych. W każdej kategorii wagowej i płci 10 zawodników zostało wyłonionych na podstawie rankingu olimpijskiego IWF (trwa od 1 sierpnia 2022 r, do 28 kwietnia 2024 r). Jedno miejsce w każdej płci i kategorii wagowej zostało przyznane najwyżej sklasyfikowanemu w rankingu (spoza pierwszej dziesiątki) sztangiście ubiegającemu się o kwalifikacje na podstawie reprezentacji kontynentalnej (Afryka, Ameryki, Azja, Europa lub Oceania) z listy. Dwa miejsca (dla każdej z płci) zostały zarezerwowane dla Francji jako gospodarza igrzysk, natomiast kolejne 3 miejsca dla każdej z płci przeznaczone były dla krajów w ramach limitu uniwersalności. Miejsca w ramach limitu uniwersalności były przydzielane sportowcowi imiennie.

## Wyniki

### Mężczyźni
| Konkurencja | Złoto            | Wynik  | Srebro              | Wynik  | Brąz                | Wynik  |
| -61 kg      | Li Fabin         | 310 kg | Theerapong Silachai | 303 kg | Hampton Morris      | 298 kg |
| -73 kg      | Rizki Juniansyah | 354 kg | Weeraphon Wichuma   | 346 kg | Bożidar Andreew     | 344 kg |
| -89 kg      | Karlos Nasar     | 404 kg | Yeison López        | 390 kg | Antonino Pizzolato  | 384 kg |
| -102 kg     | Liu Huanhua      | 406 kg | Akbar Djuraev       | 404 kg | Jauhienij Cichancou | 402 kg |
| + 102 kg    | Lasza Talachadze | 470 kg | Warazdat Lalajan    | 467 kg | Gorr Minasjan       | 461 kg |

### Kobiety
| Konkurencja | Złoto          | Wynik  | Srebro         | Wynik  | Brąz               | Wynik  |
| -49 kg      | Hou Zhihui     | 206 kg | Mihaela Cambei | 205 kg | Surodchana Khambao | 200 kg |
| -59 kg      | Luo Shifang    | 241 kg | Maude Charron  | 236 kg | Kuo Hsing-chun     | 235 kg |
| -71 kg      | Olivia Reeves  | 262 kg | Mari Sánchez   | 257 kg | Angie Palacios     | 256 kg |
| -81 kg      | Solfrid Koanda | 275 kg | Sara Ahmed     | 268 kg | Neisi Dajomes      | 267 kg |
| + 81 kg     | Li Wenwen      | 309 kg | Park Hye-jeong | 299 kg | Emily Campbell     | 288 kg |

## Tabela medalowa
| Miejsce | Reprezentacja                    | Złoto | Srebro | Brąz | Razem |
| ------- | -------------------------------- | ----- | ------ | ---- | ----- |
| 1       | Chiny                            | 5     | 0      | 0    | 5     |
| 2       | Stany Zjednoczone                | 1     | 0      | 1    | 2     |
| 2       | Bułgaria                         | 1     | 0      | 1    | 2     |
| 4       | Norwegia                         | 1     | 0      | 0    | 1     |
| 4       | Gruzja                           | 1     | 0      | 0    | 1     |
| 4       | Indonezja                        | 1     | 0      | 0    | 1     |
| 7       | Tajlandia                        | 0     | 2      | 1    | 3     |
| 8       | Kolumbia                         | 0     | 2      | 0    | 2     |
| 9       | Kanada                           | 0     | 1      | 0    | 1     |
| 9       | Korea Południowa                 | 0     | 1      | 0    | 1     |
| 9       | Armenia                          | 0     | 1      | 0    | 1     |
| 9       | Egipt                            | 0     | 1      | 0    | 1     |
| 9       | Rumunia                          | 0     | 1      | 0    | 1     |
| 9       | Uzbekistan                       | 0     | 1      | 0    | 1     |
| 15      | Ekwador                          | 0     | 0      | 2    | 2     |
| 16      | Bahrajn                          | 0     | 0      | 1    | 1     |
| 16      | Włochy                           | 0     | 0      | 1    | 1     |
| 16      | Chińskie Tajpej                  | 0     | 0      | 1    | 1     |
| 16      | Wielka Brytania                  | 0     | 0      | 1    | 1     |
| –       | Indywidualni sportowcy neutralni | 0     | 0      | 1    | 1     |
| Razem   | Razem                            | 10    | 10     | 10   | 30    |